# Julio dos Santos
Julio dos Santos (Asunción, 7 mei 1983) is een Paraguayaanse profvoetballer die sinds 2015 onder contract staat bij CR Vasco da Gama. Hij is een centrale middenvelder.

## Carrière
- 2000-2006: Cerro Porteño
- 2006-2008: Bayern München
  - 2007: VfL Wolfsburg (huur)
  - 2007: Almería CF (huur)
  - 2008: Grêmio (huur)
- 2008-2009: Atlético Paranaense
- 2009-... : Cerro Porteño

## Interlandcarrière
Dos Santos speelde zijn eerste interland op 28 april 2004 tegen Zuid-Korea. Hij maakt deel uit van de selectie voor het WK voetbal 2006 en speelde in totaal 33 interlands, waarin hij vijf maal tot scoren kwam.